# Fredrik Nilsson (jurist)
Nils Fredrik Nilsson, född 17 oktober 1834 i Malmö, död där 9 juli 1881, var en svensk jurist.
Nilsson, som var son till skomakarmästaren Anders Fredrik Nilsson och Brita Catharina Engelhardt, blev student vid Lunds universitet 1852, promoverades till filosofie magister 1856 och avlade juridisk examen 1858. Han blev vice häradshövding 1862, tjänstgjorde därefter vid Malmö rådhusrätt, blev stadsnotarie 1875 och rådman i december 1878. Han var även regementsskrivare vid Södra skånska infanteriregementet 1865–1877.
Nilsson utövade, nästan ända från sin ankomst till Malmö och till dess han tillträdde rådmansbefattningen, en mycket omfattande enskild juridisk praktik, utan tvivel den största i Skåne, särskilt var han nästan hela den danska affärsvärldens juridiska ombud för dess affärsförhållanden i Sverige. Samtidigt innehade han kommunala uppdrag, tjänstgjorde under många år som sekreterare i byggnadsnämnden, var ledamot i kyrkorådet, vice ordförande i sjukhusstyrelsen och under tiden närmast före rådmansutnämningen ledamot av stadsfullmäktige.